# Dumont, Minnesota
Dumont  este o localitate în comitatul Traverse, statul Minnesota, din SUA. El se află la altitudinea de  318 m deasupra n.m. ocupă suprafața de 1,17 km² și avea în anul 2010 o populație de 100 locuitori. Localități vecine sunt: Herman, Johnson, Graceville și Wheaton. Cele mai apropiate orașe mari sunt: Fargo, 140 km, Duluth 436 km, Minneapolis 296 km, și  Saint Paul, 315 km. 